# Chiesa di San Francesco (Volterra)
La chiesa di San Francesco si trova a Volterra, in provincia di Pisa, diocesi di Volterra.

## Storia e descrizione
Dalla semplice facciata a cortina di pietre, è una costruzione del tipo proprio degli ordini mendicanti adottando lo schema della grande aula a fienile, in questo specifico caso terminante con tre cappelle corali: costruita nel XIII secolo, fu sede fino al XVIII secolo di un'importante comunità di francescani conventuali.
La chiesa fu edificata, come spesso accadde per gli edifici destinati agli ordini mendicanti in generale, ai margini dell'abito medievale.

### L'interno

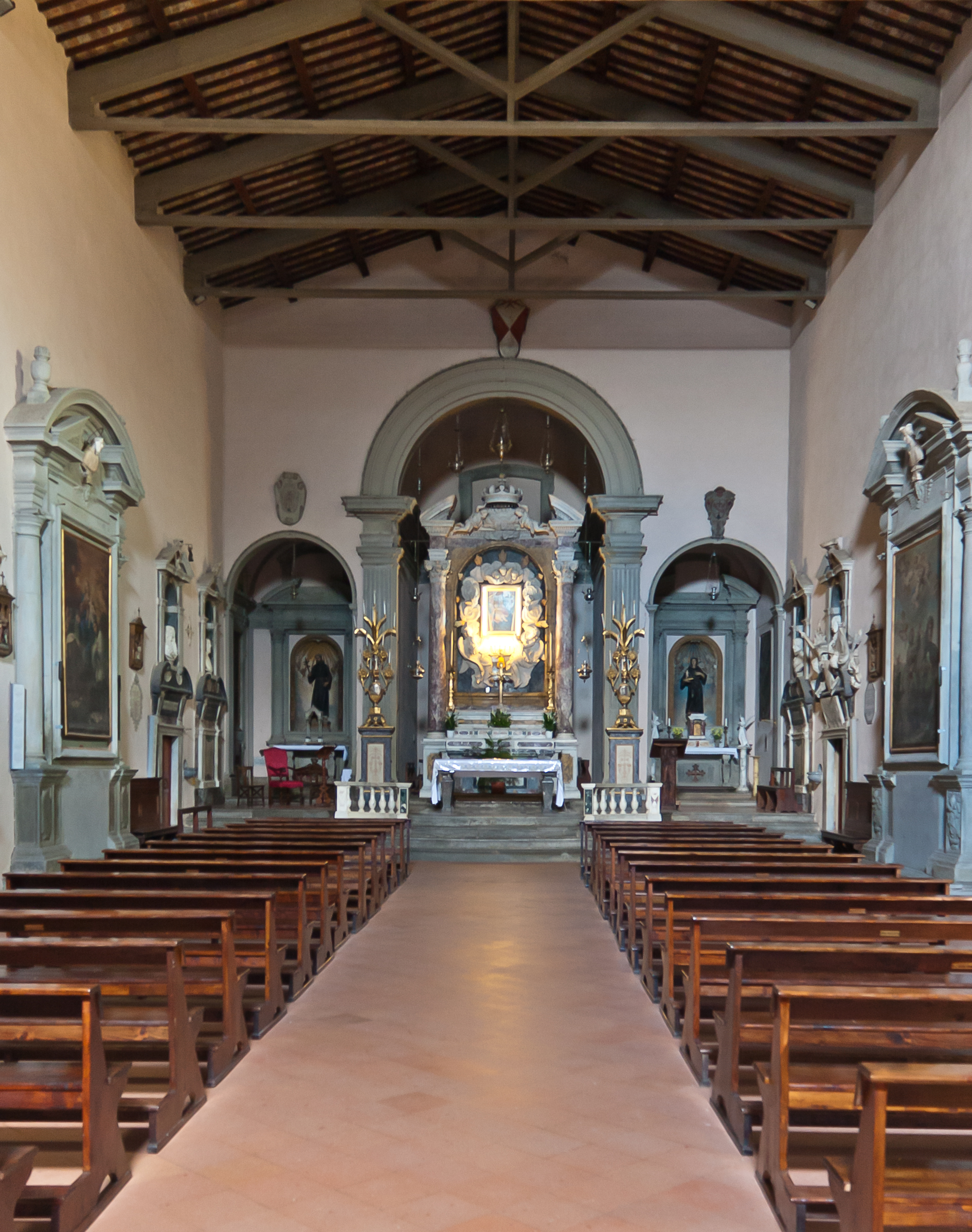
Chiesa di San Francesco

L'interno, quasi del tutto rimaneggiato, conserva quattro fastosi monumenti marmorei appartenenti ad altrettanti personaggi della nobile famiglia dei Conti Guidi, detentori del patronato di questa chiesa: il monumento sepolcrale del vescovo Jacopo Guidi fu realizzato da Felice Palma (1588).
Lungo la navata, sugli altari, sono collocate opere di Giovanni Battista Naldini (Concezione, 1585), di Giovanni Balducci (Natività) e un Crocifisso di Cosimo Daddi (1602).

### Cappella della Croce di Giorno
A lato della chiesa è la cappella della Croce di Giorno, affrescata nel 1410 da Cenni di Francesco e da Jacopo da Firenze con scene desunte dalla Leggenda della santa Croce, ispirate a quelle che Agnolo Gaddi aveva affrescato nell'abside di Santa Croce a Firenze, basandosi sulla Legenda aurea di Jacopo da Varagine.

## Opere già in San Francesco

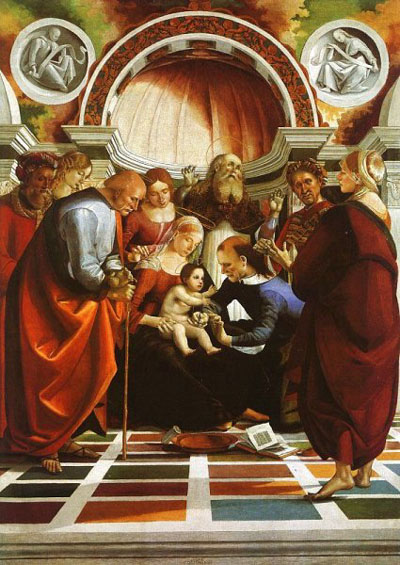
Luca Signorelli, Circoncisione, Londra, National Gallery, 1490-1491

- Luca Signorelli, Circoncisione (1490-1491 circa), oggi alla National Gallery di Londra
- Rosso Fiorentino, Deposizione dalla Croce (1521), oggi nella Pinacoteca e museo civico di Volterra